# Lista de chefes de governo de Portugal por tempo no cargo
Esta lista de chefes de governo de Portugal por tempo no cargo lista cada primeiro-ministro, presidente do Conselho de Ministros ou presidente do Ministério por ordem de duração do período em que detiveram o poder executivo.
Das 101 pessoas ou órgãos que serviram como chefe de governo até à tomada de posse de Luís Montenegro, apenas 21 ocuparam o cargo por mais do que dois anos, enquanto que 66 estiveram menos de 1 ano no poder. António de Oliveira Salazar ocupou o cargo durante um período recorde de 36 anos e 84 dias, mais do triplo do tempo do segundo classificado, Fontes Pereira de Melo que, com 11 anos e 29 dias no poder, é o presidente do Conselho de Ministros da Monarquia Constitucional com maior período a chefiar o governo. Durante a Primeira República, António Maria da Silva foi quem ocupou o poder mais tempo com um total de 2 anos e 132 dias no somatório dos seus quatro mandatos como presidente do Ministério. Após o 25 de abril de 1974, o primeiro-ministro com mais tempo no cargo foi Aníbal Cavaco Silva com 9 anos e 356 dias.
Não chegando a tomar posse, e tendo ocupado de forma discutível o cargo de presidente do Ministério durante algumas horas, Francisco Fernandes Costa é o chefe de governo com menos tempo no poder. O Marquês de Valença (Monarquia Constitucional), que também não tomou posse, ocupou o cargo por apenas um dia. O Conselho de Ministros de 1837, a Junta Provisória de Governo de 1842, a Junta Constitucional de 1915, o Governo de 1918 e a Junta de Salvação Pública de 1926 ocupam o último lugar excluindo os dois governos anteriores que não tomaram posse, tendo detido o poder executivo também por um dia. O presidente do Conselho de Ministros da Monarquia Constitucional com menos tempo no cargo, excluindo interinos e órgãos coletivos, foi o Conde de Linhares, que serviu durante 23 dias. Na Primeira República, à parte a Junta Constitucional de 1915, o Governo de 1918 e o Ministério de 1921, João do Canto e Castro foi interinamente chefe de governo por oito dias, por morte de Sidónio Pais. Sem caráter provisório, a chefia do governo de Manuel Maria Coelho, que durou apenas 16 dias, foi oficialmente a mais curta da Primeira República e a mais curta de toda a História política portuguesa, não considerando períodos em que governaram juntas, conselhos de ministros, chefes de governo interinos, não empossados e considerando o somatório de todos os períodos de cada chefe de governo. Durante os períodos da Ditadura Militar, da Ditadura Nacional e do Estado Novo, excluindo a Junta de Salvação Pública, o presidente do Ministério ou do Conselho com menos tempo no poder foi Luís Maria Lopes da Fonseca, interinamente durante dez dias, e em substituição de Artur Ivens Ferraz. Excluindo este período de chefia provisória, o chefe de governo com menos tempo a presidir ao Governo foi um dos dos autores do golpe de 28 de maio de 1926, José Mendes Cabeçadas, com 17 dias a chefiar o executivo. Em democracia, o recorde de menos tempo na chefia do governo é detido pela Junta de Salvação Nacional com 21 dias, ao passo que Vasco Almeida e Costa, durante 30 dias, é a pessoa com menos tempo no cargo, apesar de numa capacidade provisória, tal como Diogo Freitas do Amaral, na mesma capacidade, durante 36 dias, após a morte de Francisco Sá Carneiro. Com um total de 63 dias, Adelino da Palma Carlos foi o primeiro-ministro que oficialmente serviu durante menos tempo desde o 25 de abril, e Alfredo Nobre da Costa (85 dias) foi o que menos serviu contando apenas os governos constitucionais. Contabilizando apenas os governos constitucionais de base partidária, Pedro Santana Lopes (238 dias) foi o primeiro-ministro que durante menos tempo deteve o poder.
Máximo e Mínimo
- António de Oliveira Salazar, presidente do Ministério (1932–1933) e presidente do Conselho de Ministros (1933–1968), é o chefe de governo que ocupou o cargo durante mais tempo (36 anos e 84 dias).
- Francisco Fernandes Costa, presidente do Ministério (1920), é o chefe de governo que ocupou o cargo durante menos tempo (menos de 24 horas).

Outros máximos
- António Fontes Pereira de Melo, presidente do Conselho de Ministros (1871–1877; 1878–1879; 1881–1886), é o chefe de governo que ocupou o cargo durante mais tempo durante a Monarquia Constitucional (11 anos e 29 dias).
- António Maria da Silva, presidente do Ministério (1920; 1922–1923; 1925; 1925–1926), é o chefe de governo que ocupou o cargo durante mais tempo durante a Primeira República (2 anos e 132 dias).
- Aníbal Cavaco Silva, primeiro-ministro (1985–1995), é o chefe de governo que ocupou o cargo durante mais tempo durante a Terceira República (9 anos e 356 dias).

Outros mínimos
- O Conde de Linhares, presidente do Conselho de Ministros (1835), é o chefe de governo que ocupou o cargo durante menos tempo durante a Monarquia Constitucional e excluindo o não empossado Marquês de Valença (23 dias).
- O Marquês de Valença, presidente do Conselho de Ministros (1836), é o chefe de governo que ocupou o cargo durante menos tempo durante a Monarquia Constitucional (1 dia).
- João do Canto e Castro, presidente interino do Governo e presidente da República com a chefia do governo (1918), é o chefe de governo que ocupou o cargo durante menos tempo excluindo não empossados (8 dias).
- Manuel Maria Coelho, presidente do Ministério (1921), é o chefe de governo que ocupou o cargo durante menos tempo excluindo não empossados e interinos (16 dias).
- José Mendes Cabeçadas, presidente do Ministério (1926), é o chefe de governo que ocupou o cargo durante menos tempo durante a Segunda República e excluindo o interino Lopes da Fonseca (17 dias).
- Luís Maria Lopes da Fonseca, presidente interino do Ministério (1929), é o chefe de governo que ocupou o cargo durante menos tempo durante a Segunda República (10 dias).
- Adelino da Palma Carlos, primeiro-ministro (1974), é o chefe de governo que ocupou o cargo durante menos tempo, durante a Terceira República e excluindo interinos (63 dias).
- Vasco Almeida e Costa, primeiro-ministro interino (1976), é o chefe de governo que ocupou o cargo durante menos tempo, durante a Terceira República (30 dias).
- Alfredo Nobre da Costa, primeiro-ministro (1978), é o chefe de governo que ocupou o cargo durante menos tempo durante a Terceira República, na vigência da Constituição de 1976 e excluindo interinos (85 dias).
- Diogo Freitas do Amaral, vice-primeiro-ministro com a chefia interina do governo (1980–1981), é o chefe de governo que ocupou o cargo durante menos tempo durante a Terceira República e na vigência da Constituição de 1976 (36 dias).
- Pedro Santana Lopes, primeiro-ministro (2004–2005), é o chefe de governo que ocupou o cargo durante menos tempo, durante a Terceira República e na vigência da Constituição de 1976, tendo em conta apenas os governos com base partidária. (238 dias).

## Chefes de governo de Portugal por tempo no cargo
A 18 de julho de 2025 a lista encontra-se ordenada desta forma:
Legenda de cores
|  | Lugar (total de tempo) | Lugar (por período) | Chefe de governo                                  | Data de início | Data de fim | Tempo no cargo | Períodos |
|  | ---------------------- | ------------------- | ------------------------------------------------- | --- | --- | --- | -------- |
|  | 1                      | 1                   | António de Oliveira Salazar                       | 5 de julho de 1932 | 27 de setembro de 1968 | 36 anos e 84 dias | 1        |
|  | 2                      | –                   | António Maria de Fontes Pereira de Melo           | 13 de setembro de 1871 29 de janeiro de 1878 14 de novembro de 1881                                                            | 5 de março de 1877 1 de junho de 1879 20 de fevereiro de 1886                                                                | 11 anos e 29 dias 5 anos e 173 dias (1.ª vez) 1 ano e 123 dias (2.ª vez) 4 anos e 98 dias (3.ª vez)                                               | 3        |
|  | 3                      | 2                   | Aníbal Cavaco Silva                               | 6 de novembro de 1985 | 28 de outubro de 1995 | 9 anos e 356 dias | 1        |
|  | 4                      | –                   | José Luciano de Castro                            | 20 de fevereiro de 1886 7 de fevereiro de 1897 20 de outubro de 1904                                                           | 14 de janeiro de 1890 26 de junho de 1900 19 de março de 1906                                                                | 8 anos e 252 dias 3 anos e 328 dias (1.ª vez) 3 anos e 139 dias (2.ª vez) 1 ano e 150 dias (3.ª vez)                                              | 3        |
|  | 5                      | –                   | Ernesto Hintze Ribeiro                            | 23 de fevereiro de 1893 26 de junho de 1900 19 de março de 1906                                                                | 7 de fevereiro de 1897 20 de outubro de 1904 19 de maio de 1906                                                              | 8 anos e 162 dias 3 anos e 350 dias (1.ª vez) 4 anos e 116 dias (2.ª vez) 61 dias (3.ª vez)                                                       | 3        |
|  | 6                      | 3                   | António Costa                                     | 26 de novembro de 2015 | 4 de abril de 2024 | 8 anos e 128 dias | 1        |
|  | 7                      | –                   | Duque de Loulé                                    | 6 de junho de 1856 4 de julho de 1860 11 de agosto de 1869                                                                     | 16 de março de 1859 17 de abril de 1865 19 de maio de 1870                                                                   | 8 anos e 97 dias 2 anos e 283 dias (1.ª vez) 4 anos e 263 dias (2.ª vez) 281 dias (3.ª vez)                                                       | 3        |
|  | 8                      | –                   | Duque de Saldanha                                 | 27 de maio de 1835 6 de outubro de 1846 1 de maio de 1851 19 de maio de 1870                                                   | 18 de novembro de 1835 18 de junho de 1849 6 de junho de 1856 29 de agosto de 1870                                           | 7 anos e 334 dias 175 dias (1.ª vez) 2 anos e 21 dias (2.ª vez) 5 anos e 36 dias (3.ª vez) 102 dias (4.ª vez)                                     | 4        |
|  | 9                      | 4                   | António Guterres                                  | 28 de outubro de 1995 | 6 de abril de 2002 | 6 anos e 160 dias | 1        |
|  | 10                     | 5                   | José Sócrates                                     | 12 de março de 2005 | 21 de junho de 2011 | 6 anos e 101 dias | 1        |
|  | 11                     | –                   | Duque da Terceira                                 | 19 de abril de 1836 9 de fevereiro de 1842 26 de abril de 1851 16 de março de 1859                                             | 10 de setembro de 1836 20 de maio de 1846 1 de maio de 1851 26 de abril de 1860                                              | 5 anos e 290 dias 144 dias (1.ª vez) 4 anos e 100 dias (2.ª vez) 5 dias (3.ª vez) 1 ano e 41 dias (4.ª vez)                                       | 4        |
|  | 12                     | 6                   | Marcello Caetano                                  | 27 de setembro de 1968 | 25 de abril de 1974 | 5 anos e 210 dias | 1        |
|  | –                      | 7                   | António Maria de Fontes Pereira de Melo (1.ª vez) | 13 de setembro de 1871 | 5 de março de 1877 | 5 anos e 173 dias | –        |
|  | –                      | 8                   | Duque de Saldanha (3.ª vez)                       | 1 de maio de 1851 | 6 de junho de 1856 | 5 anos e 36 dias | –        |
|  | –                      | 9                   | Duque de Loulé (2.ª vez)                          | 4 de julho de 1860 | 17 de abril de 1865 | 4 anos e 263 dias | –        |
|  | 13                     | –                   | Mário Soares                                      | 23 de julho de 1976 9 de junho de 1983                                                                                         | 29 de agosto de 1978 6 de novembro de 1985                                                                                   | 4 anos e 187 dias 2 anos e 37 dias (1.ª vez) 2 anos e 150 dias (2.ª vez)                                                                          | 2        |
|  | 14                     | 10                  | Pedro Passos Coelho                               | 21 de junho de 2011 | 26 de novembro de 2015 | 4 anos e 158 dias | 1        |
|  | –                      | 11                  | Ernesto Hintze Ribeiro (2.ª vez)                  | 26 de junho de 1900 | 20 de outubro de 1904 | 4 anos e 116 dias | –        |
|  | –                      | 12                  | Duque da Terceira (2.ª vez)                       | 9 de fevereiro de 1842 | 20 de maio de 1846 | 4 anos e 100 dias | –        |
|  | –                      | 13                  | António Maria de Fontes Pereira de Melo (3.ª vez) | 14 de novembro de 1881 | 20 de fevereiro de 1886 | 4 anos e 98 dias | –        |
|  | –                      | 14                  | Ernesto Hintze Ribeiro (1.ª vez)                  | 23 de fevereiro de 1893 | 7 de fevereiro de 1897 | 3 anos e 350 dias | –        |
|  | –                      | 15                  | José Luciano de Castro (2.ª vez)                  | 7 de fevereiro de 1897 | 26 de junho de 1900 | 3 anos e 328 dias | –        |
|  | 15                     | –                   | Marquês de Sá da Bandeira                         | 5 de novembro de 1836 10 de agosto de 1837 12 de setembro de 1862 17 de abril de 1865 22 de julho de 1868 29 de agosto de 1870 | 1 de junho de 1837 18 de abril de 1839 6 de outubro de 1862 4 de setembro de 1865 11 de agosto de 1869 29 de outubro de 1870 | 3 anos e 310 dias 209 dias (1.ª vez) 1 ano e 251 dias (2.ª vez) 24 dias (interino) 110 dias (3.ª vez) 1 ano e 20 dias (4.ª vez) 61 dias (5.ª vez) | 5 (6)    |
|  | –                      | 16                  | José Luciano de Castro (1.ª vez)                  | 20 de fevereiro de 1886 | 14 de janeiro de 1890 | 3 anos e 139 dias | –        |
|  | 16                     | –                   | Joaquim António de Aguiar                         | 9 de junho de 1841 1 de maio de 1860 4 de setembro de 1865                                                                     | 7 de fevereiro de 1842 4 de julho de 1860 4 de janeiro de 1868                                                               | 3 anos e 64 dias 243 dias (1.ª vez) 64 dias (2.ª vez) 2 anos e 122 dias (3.ª vez)                                                                 | 3        |
|  | –                      | 17                  | Duque de Loulé (1.ª vez)                          | 6 de junho de 1856 | 16 de março de 1859 | 2 anos e 283 dias | –        |
|  | 17                     | 18                  | Domingos Oliveira                                 | 21 de janeiro de 1930 | 5 de julho de 1932 | 2 anos e 166 dias | 1        |
|  | 18                     | 19                  | Francisco Pinto Balsemão                          | 9 de janeiro de 1981 | 9 de junho de 1983 | 2 anos e 151 dias | 1        |
|  | –                      | 20                  | Mário Soares (2.ª vez)                            | 9 de junho de 1983 | 6 de novembro de 1985 | 2 anos e 150 dias | –        |
|  | 19                     | –                   | António Maria da Silva                            | 26 de junho de 1920 6 de fevereiro de 1922 2 de julho de 1925 18 de dezembro de 1925                                           | 19 de julho de 1920 15 de novembro de 1923 1 de agosto de 1925 29 de maio de 1926                                            | 2 anos e 132 dias 23 dias (1.ª vez) 1 ano e 282 dias (2.ª vez) 30 dias (3.ª vez) 162 dias (4.ª vez)                                               | 4        |
|  | –                      | 21                  | Joaquim António de Aguiar (3.ª vez)               | 4 de setembro de 1865 | 4 de janeiro de 1868 | 2 anos e 122 dias | –        |
|  | 20                     | –                   | Duque de Ávila                                    | 4 de janeiro de 1868 29 de outubro de 1870 5 de março de 1877                                                                  | 22 de julho de 1868 13 de setembro de 1871 29 de janeiro de 1878                                                             | 2 anos e 119 dias 200 dias (1.ª vez) 319 dias (2.ª vez) 330 dias (3.ª vez)                                                                        | 3        |
|  | 21                     | 22                  | José Manuel Durão Barroso                         | 6 de abril de 2002 | 17 de julho de 2004 | 2 anos e 102 dias | 1        |
|  | –                      | 23                  | Mário Soares (1.ª vez)                            | 23 de julho de 1976 | 29 de agosto de 1978 | 2 anos e 37 dias | –        |
|  | –                      | 24                  | Duque de Saldanha (2.ª vez)                       | 6 de outubro de 1846 | 18 de junho de 1849 | 2 anos e 21 dias | –        |
|  | 22                     | –                   | Afonso Costa                                      | 9 de janeiro de 1913 30 de novembro de 1915 4 de setembro de 1916 25 de abril de 1917                                          | 9 de fevereiro de 1914 16 de março de 1916 5 de outubro de 1916 8 de dezembro de 1917                                        | 1 ano e 359 dias 1 ano e 31 dias (1.ª vez) 107 dias (2.ª vez) 31 dias (interino) 190 dias (3.ª vez)                                               | 3 (4)    |
|  | 23                     | 25                  | Marquês de Tomar                                  | 18 de junho de 1849 | 26 de abril de 1851 | 1 ano e 312 dias | 1        |
|  | 24                     | 26                  | Anselmo José Braamcamp                            | 1 de junho de 1879 | 25 de março de 1881 | 1 ano e 297 dias | 1        |
|  | 25                     | 27                  | Óscar Carmona                                     | 9 de julho de 1926 | 18 de abril de 1928 | 1 ano e 284 dias | 1        |
|  | –                      | 28                  | António Maria da Silva (2.ª vez)                  | 6 de fevereiro de 1922 | 15 de novembro de 1923 | 1 ano e 282 dias | –        |
|  | 26                     | 29                  | João Franco                                       | 19 de maio de 1906 | 4 de fevereiro de 1908 | 1 ano e 261 dias | 1        |
|  | –                      | 30                  | Marquês de Sá da Bandeira (2.ª vez)               | 10 de agosto de 1837 | 18 de abril de 1839 | 1 ano e 251 dias | –        |
|  | 27                     | 31                  | Conde do Bonfim                                   | 26 de novembro de 1839 | 9 de junho de 1841 | 1 ano e 195 dias | 1        |
|  | –                      | 32                  | José Luciano de Castro (3.ª vez)                  | 20 de outubro de 1904 | 19 de março de 1906 | 1 ano e 150 dias | –        |
|  | –                      | 33                  | António Maria de Fontes Pereira de Melo (2.ª vez) | 29 de janeiro de 1878 | 1 de junho de 1879 | 1 ano e 123 dias | –        |
|  | 28                     | 34                  | Luís Montenegro                                   | 2 de abril de 2024 | presente | 1 ano e 107 dias | 1        |
|  | 29                     | 35                  | João Crisóstomo                                   | 14 de outubro de 1890 | 17 de janeiro de 1892 | 1 ano e 95 dias | 1        |
|  | 30                     | 36                  | José Vicente de Freitas                           | 18 de abril de 1928 | 9 de julho de 1929 | 1 ano e 82 dias | 1        |
|  | 31                     | 37                  | Vasco Gonçalves                                   | 18 de julho de 1974 | 19 de setembro de 1975 | 1 ano e 63 dias | 1        |
|  | –                      | 38                  | Duque da Terceira (4.ª vez)                       | 16 de março de 1859 | 26 de abril de 1860 | 1 ano e 41 dias | –        |
|  | 32                     | 39                  | José Dias Ferreira                                | 17 de janeiro de 1892 | 23 de fevereiro de 1893 | 1 ano e 37 dias | 1        |
|  | –                      | 40                  | Afonso Costa (1.ª vez)                            | 9 de janeiro de 1913 | 9 de fevereiro de 1914 | 1 ano e 31 dias | –        |
|  | 33                     | –                   | Bernardino Machado                                | 9 de fevereiro de 1914 2 de março de 1921                                                                                      | 12 de dezembro de 1914 24 de maio de 1921                                                                                    | 1 ano e 24 dias 306 dias (1.ª vez) 83 dias (2.ª vez)                                                                                              | 2        |
|  | –                      | 41                  | Marquês de Sá da Bandeira (4.ª vez)               | 22 de julho de 1868 | 11 de agosto de 1869 | 1 ano e 20 dias | –        |
|  | 34                     | 42                  | António José de Almeida                           | 16 de março de 1916 | 25 de abril de 1917 | 1 ano e 9 dias | 1        |
|  | 35                     | 43                  | Sidónio Pais                                      | 12 de dezembro de 1917 | 14 de dezembro de 1918 | 1 ano e 2 dias | 1        |
|  | 36                     | –                   | Duque de Palmela                                  | 24 de setembro de 1834 7 de fevereiro de 1842 20 de maio de 1846                                                               | 28 de abril de 1835 8 de fevereiro de 1842 6 de outubro de 1846                                                              | 356 dias 216 dias (1.ª vez) 1 dia (2.ª vez) 139 dias (3.ª vez)                                                                                    | 3        |
|  | 37                     | 44                  | Francisco Sá Carneiro                             | 3 de janeiro de 1980 | 4 de dezembro de 1980 | 336 dias | 1        |
|  | 38                     | 45                  | Teófilo Braga                                     | 5 de outubro de 1910 | 4 de setembro de 1911 | 334 dias | 1        |
|  | –                      | 46                  | Duque de Ávila (3.ª vez)                          | 5 de março de 1877 | 29 de janeiro de 1878 | 330 dias | –        |
|  | 39                     | 47                  | Francisco Ferreira do Amaral                      | 4 de fevereiro de 1908 | 26 de dezembro de 1908 | 326 dias | 1        |
|  | –                      | 48                  | Duque de Ávila (2.ª vez)                          | 29 de outubro de 1870 | 13 de setembro de 1871 | 319 dias | –        |
|  | –                      | 49                  | Bernardino Machado (1.ª vez)                      | 9 de fevereiro de 1914 | 12 de dezembro de 1914 | 306 dias | –        |
|  | –                      | 50                  | Duque de Loulé (3.ª vez)                          | 11 de agosto de 1869 | 19 de maio de 1870 | 281 dias | –        |
|  | 40                     | 51                  | José Pinheiro de Azevedo                          | 19 de setembro de 1975 | 23 de julho de 1976 | 278 dias | 1        |
|  | 41                     | –                   | Domingos Pereira                                  | 30 de março de 1919 21 de janeiro de 1920 1 de agosto de 1925                                                                  | 29 de junho de 1919 8 de março de 1920 18 de dezembro de 1925                                                                | 277 dias 91 dias (1.ª vez) 47 dias (2.ª vez) 139 dias (3.ª vez)                                                                                   | 3        |
|  | 42                     | 52                  | António Serpa                                     | 14 de janeiro de 1890 | 14 de outubro de 1890 | 273 dias | 1        |
|  | 43                     | 53                  | Carlos Alberto da Mota Pinto                      | 22 de novembro de 1978 | 1 de agosto de 1979 | 252 dias | 1        |
|  | –                      | 54                  | Joaquim António de Aguiar (1.ª vez)               | 9 de junho de 1841 | 7 de fevereiro de 1842 | 243 dias | –        |
|  | 44                     | 55                  | Pedro Santana Lopes                               | 17 de julho de 2004 | 12 de março de 2005 | 238 dias | 1        |
|  | 45                     | 56                  | 16.º Conselho de Ministros da Monarquia           | 28 de abril de 1847 | 18 de dezembro de 1847 | 234 dias | (1)      |
|  | 45                     | 56                  | António Rodrigues Sampaio                         | 25 de março de 1881 | 14 de novembro de 1881 | 234 dias | 1        |
|  | 47                     | –                   | Augusto de Vasconcelos                            | 13 de novembro de 1911 23 de setembro de 1912                                                                                  | 16 de junho de 1912 30 de setembro de 1912                                                                                   | 223 dias 216 dias (1.ª vez) 7 dias (interino) | 1 (2)    |
|  | 48                     | 58                  | Barão de Sabrosa                                  | 18 de abril de 1839 | 26 de novembro de 1839 | 222 dias | 1        |
|  | 48                     | 58                  | Venceslau de Lima                                 | 14 de maio de 1909 | 22 de dezembro de 1909 | 222 dias | 1        |
|  | –                      | 60                  | Duque de Palmela (1.ª vez)                        | 24 de setembro de 1834 | 28 de abril de 1835 | 216 dias | –        |
|  | –                      | 60                  | Augusto de Vasconcelos (1.ª vez)                  | 13 de novembro de 1911 | 16 de junho de 1912 | 216 dias | –        |
|  | 50                     | –                   | Álvaro de Castro                                  | 20 de novembro de 1920 18 de dezembro de 1923                                                                                  | 30 de novembro de 1920 7 de julho de 1924                                                                                    | 212 dias 10 dias (1.ª vez) 202 dias (2.ª vez) | 2        |
|  | –                      | 62                  | Marquês de Sá da Bandeira (1.ª vez)               | 5 de novembro de 1836 | 1 de junho de 1837 | 209 dias | –        |
|  | 51                     | 63                  | Alfredo de Sá Cardoso                             | 29 de junho de 1919 | 21 de janeiro de 1920 | 206 dias | 1        |
|  | –                      | 64                  | Álvaro de Castro (2.ª vez)                        | 18 de dezembro de 1923 | 7 de julho de 1924 | 202 dias | –        |
|  | –                      | 65                  | Duque de Ávila (1.ª vez)                          | 4 de janeiro de 1868 | 22 de julho de 1868 | 200 dias | –        |
|  | 52                     | 65                  | Duarte Leite                                      | 16 de junho de 1912 | 9 de janeiro de 1913 | 200 dias | 1        |
|  | 53                     | 67                  | José de Castro                                    | 17 de maio de 1915 | 30 de novembro de 1915 | 197 dias | 1        |
|  | –                      | 68                  | Afonso Costa (3.ª vez)                            | 25 de abril de 1917 | 19 de novembro de 1917 | 190 dias | –        |
|  | 54                     | 69                  | Francisco da Veiga Beirão                         | 22 de dezembro de 1909 | 26 de junho de 1910 | 186 dias | 1        |
|  | 54                     | 69                  | Artur Ivens Ferraz                                | 9 de julho de 1929 | 21 de janeiro de 1930 | 186 dias | 1        |
|  | –                      | 71                  | Duque de Saldanha (1.ª vez)                       | 27 de maio de 1835 | 18 de novembro de 1835 | 175 dias | –        |
|  | 56                     | –                   | António Granjo                                    | 19 de julho de 1920 30 de agosto de 1921                                                                                       | 20 de novembro de 1920 19 de outubro de 1921                                                                                 | 174 dias 124 dias (1.ª vez) 50 dias (2.ª vez) | 2        |
|  | –                      | 72                  | António Maria da Silva (4.ª vez)                  | 18 de dezembro de 1925 | 29 de maio de 1926 | 162 dias | –        |
|  | 57                     | 73                  | Maria de Lourdes Pintasilgo                       | 1 de agosto de 1979 | 3 de janeiro de 1980 | 155 dias | 1        |
|  | 58                     | 74                  | José Jorge Loureiro                               | 25 de novembro de 1835 | 19 de abril de 1836 | 146 dias | 1        |
|  | –                      | 75                  | Duque da Terceira (1.ª vez)                       | 19 de abril de 1836 | 10 de setembro de 1836 | 144 dias | –        |
|  | –                      | 76                  | Duque de Palmela (3.ª vez)                        | 20 de maio de 1846 | 6 de outubro de 1846 | 139 dias | –        |
|  | –                      | 76                  | Domingos Pereira (3.ª vez)                        | 1 de agosto de 1925 | 18 de dezembro de 1925 | 139 dias | –        |
|  | 59                     | 78                  | Alfredo Rodrigues Gaspar                          | 7 de julho de 1924 | 22 de novembro de 1924 | 138 dias | 1        |
|  | 60                     | 79                  | Vitorino Guimarães                                | 16 de fevereiro de 1925 | 2 de julho de 1925 | 136 dias | 1        |
|  | –                      | 80                  | António Granjo (1.ª vez)                          | 19 de julho de 1920 | 20 de novembro de 1920 | 124 dias | –        |
|  | –                      | 81                  | Marquês de Sá da Bandeira (3.ª vez)               | 17 de abril de 1865 | 4 de setembro de 1865 | 110 dias | –        |
|  | 61                     | 82                  | Joaquim Pimenta de Castro                         | 25 de janeiro de 1915 | 14 de maio de 1915 | 109 dias | 1        |
|  | –                      | 83                  | Afonso Costa (2.ª vez)                            | 30 de novembro de 1915 | 16 de março de 1916 | 107 dias | –        |
|  | 62                     | 84                  | Artur de Campos Henriques                         | 26 de dezembro de 1908 | 11 de abril de 1909 | 106 dias | 1        |
|  | –                      | 85                  | Duque de Saldanha (4.ª vez)                       | 19 de maio de 1870 | 29 de agosto de 1870 | 102 dias | –        |
|  | 63                     | 86                  | António Teixeira de Sousa                         | 26 de junho de 1910 | 5 de outubro de 1910 | 101 dias | 1        |
|  | 64                     | 87                  | Tomé de Barros Queirós                            | 24 de maio de 1921 | 30 de agosto de 1921 | 98 dias | 1        |
|  | 65                     | 88                  | Liberato Pinto                                    | 30 de novembro de 1920 | 2 de março de 1921 | 92 dias | 1        |
|  | –                      | 89                  | Domingos Pereira (1.ª vez)                        | 30 de março de 1919 | 29 de junho de 1919 | 91 dias | –        |
|  | 66                     | 90                  | António Maria Baptista                            | 8 de março de 1920 | 6 de junho de 1920 | 90 dias | 1        |
|  | 67                     | 91                  | José Domingues dos Santos                         | 22 de novembro de 1924 | 16 de fevereiro de 1925 | 86 dias | 1        |
|  | 68                     | 92                  | Alfredo Nobre da Costa                            | 29 de agosto de 1978 | 22 de novembro de 1978 | 85 dias | 1        |
|  | –                      | 93                  | Bernardino Machado (2.ª vez)                      | 2 de março de 1921 | 24 de maio de 1921 | 83 dias | –        |
|  | 69                     | –                   | João Chagas                                       | 4 de setembro de 1911 15 de maio de 1915                                                                                       | 13 de novembro de 1911 17 de maio de 1915                                                                                    | 73 dias 71 dias (1.ª vez) 2 dias (2.ª vez; não tomou posse)                                                                                       | 1 (2)    |
|  | –                      | 94                  | João Chagas (1.ª vez)                             | 4 de setembro de 1911 | 13 de novembro de 1911 | 71 dias | –        |
|  | 70                     | 95                  | António Dias de Oliveira                          | 2 de junho de 1837 | 10 de agosto de 1837 | 69 dias | 1        |
|  | –                      | 96                  | Joaquim António de Aguiar (2.ª vez)               | 1 de maio de 1860 | 4 de julho de 1860 | 64 dias | –        |
|  | 71                     | 97                  | Adelino da Palma Carlos                           | 16 de maio de 1974 | 18 de julho de 1974 | 63 dias | 1        |
|  | 72                     | 98                  | José Relvas                                       | 27 de janeiro de 1919 | 30 de março de 1919 | 62 dias | 1        |
|  | –                      | 99                  | Marquês de Sá da Bandeira (5.ª vez)               | 29 de agosto de 1870 | 29 de outubro de 1870 | 61 dias | –        |
|  | –                      | 99                  | Ernesto Hintze Ribeiro (3.ª vez)                  | 19 de março de 1906 | 19 de maio de 1906 | 61 dias | –        |
|  | 73                     | 101                 | Conde de Lumiares                                 | 10 de setembro de 1836 | 4 de novembro de 1836 | 55 dias | 1        |
|  | 74                     | 102                 | Francisco da Cunha Leal                           | 16 de dezembro de 1921 | 6 de fevereiro de 1922 | 52 dias | 1        |
|  | –                      | 103                 | António Granjo (2.ª vez)                          | 30 de agosto de 1921 | 19 de outubro de 1921 | 50 dias | –        |
|  | –                      | 104                 | Domingos Pereira (2.ª vez)                        | 21 de janeiro de 1920 | 8 de março de 1920 | 47 dias | –        |
|  | 75                     | 105                 | Victor Hugo de Azevedo Coutinho                   | 12 de dezembro de 1914 | 25 de janeiro de 1915 | 44 dias | 1        |
|  | 76                     | 106                 | Carlos Maia Pinto                                 | 5 de novembro de 1921 | 16 de dezembro de 1921 | 41 dias | 1        |
|  | 77                     | –                   | José Norton de Matos (interino)                   | 7 de outubro de 1917 19 de novembro de 1917                                                                                    | 25 de outubro de 1917 8 de dezembro de 1917                                                                                  | 37 dias 18 dias (1ª vez; interino) 19 dias (2ª vez; interino)                                                                                     | (2)      |
|  | 78                     | 107                 | Diogo Freitas do Amaral (interino)                | 4 de dezembro de 1980 | 9 de janeiro de 1981 | 36 dias | 1        |
|  | 79                     | 108                 | João Tamagnini Barbosa                            | 23 de dezembro de 1918 | 27 de janeiro de 1919 | 35 dias | 1        |
|  | 80                     | 109                 | Sebastião Teles                                   | 11 de abril de 1909 | 14 de maio de 1909 | 33 dias | 1        |
|  | 80                     | 109                 | António Ginestal Machado                          | 15 de novembro de 1923 | 18 de dezembro de 1923 | 33 dias | 1        |
|  | –                      | 111                 | Afonso Costa (interino)                           | 4 de setembro de 1916 | 5 de outubro de 1916 | 31 dias | –        |
|  | –                      | 112                 | António Maria da Silva (3.ª vez)                  | 2 de julho de 1925 | 1 de agosto de 1925 | 30 dias | –        |
|  | 82                     | 112                 | Vasco Almeida e Costa (interino)                  | 23 de junho de 1976 | 23 de julho de 1976 | 30 dias | (1)      |
|  | –                      | 114                 | Marquês de Sá da Bandeira (interino)              | 12 de setembro de 1862 | 6 de outubro de 1862 | 24 dias | –        |
|  | 83                     | 115                 | Conde de Linhares                                 | 4 de maio de 1835 | 27 de maio de 1835 | 23 dias | 1        |
|  | –                      | 115                 | António Maria da Silva (1.ª vez)                  | 26 de junho de 1920 | 19 de julho de 1920 | 23 dias | –        |
|  | 84                     | 117                 | Manuel Gomes da Costa                             | 17 de junho de 1926 | 9 de julho de 1926 | 22 dias | 1        |
|  | 85                     | 118                 | Junta de Salvação Nacional                        | 25 de abril de 1974 | 16 de maio de 1974 | 21 dias | (1)      |
|  | 86                     | 119                 | José Ramos Preto                                  | 6 de junho de 1920 | 26 de junho de 1920 | 20 dias | 1        |
|  | –                      | 120                 | José Norton de Matos (2ª vez; interino)           | 19 de novembro de 1917 | 8 de dezembro de 1917 | 19 dias | –        |
|  | –                      | 121                 | José Norton de Matos (1ª vez; interino)           | 7 de outubro de 1917 | 25 de outubro de 1917 | 18 dias | –        |
|  | 87                     | 122                 | José Mendes Cabeçadas                             | 31 de maio de 1926 | 17 de junho de 1926 | 17 dias | 1        |
|  | 88                     | 123                 | Manuel Maria Coelho                               | 20 de outubro de 1921 | 5 de novembro de 1921 | 16 dias | 1        |
|  | –                      | 124                 | Álvaro de Castro (1.ª vez)                        | 20 de novembro de 1920 | 30 de novembro de 1920 | 10 dias | –        |
|  | 89                     | 124                 | Luís Maria Lopes da Fonseca (interino)            | 16 de outubro de 1929 | 26 de outubro de 1929 | 10 dias | (1)      |
|  | 90                     | 126                 | João do Canto e Castro (interino)                 | 15 de dezembro de 1918 | 23 de dezembro de 1918 | 8 dias | 1        |
|  | 91                     | 127                 | 4.º Conselho de Ministros da Monarquia            | 18 de novembro de 1835 | 25 de novembro de 1835 | 7 dias | (1)      |
|  | –                      | 127                 | Augusto de Vasconcelos (interino)                 | 23 de setembro de 1912 | 30 de setembro de 1912 | 7 dias | –        |
|  | 92                     | 129                 | 1.º Conselho de Ministros da Monarquia            | 28 de abril de 1835 | 4 de maio de 1835 | 6 dias | (1)      |
|  | –                      | 130                 | Duque da Terceira (3.ª vez)                       | 26 de abril de 1851 | 1 de maio de 1851 | 5 dias | –        |
|  | 93                     | 130                 | 23.º Conselho de Ministros da Monarquia           | 26 de abril de 1860 | 1 de maio de 1860 | 5 dias | (1)      |
|  | 94                     | 132                 | Junta Revolucionária                              | 8 de dezembro de 1917 | 12 de dezembro de 1917 | 4 dias | (1)      |
|  | –                      | 133                 | João Chagas (2.ª vez; não tomou posse)            | 15 de maio de 1915 | 17 de maio de 1915 | 2 dias | –        |
|  | 95                     | 133                 | Junta de Salvação Pública                         | 29 de maio de 1926 | 31 de maio de 1926 | 2 dias | (1)      |
|  | 96                     | 135                 | Marquês de Valença (não tomou posse)              | 4 de novembro de 1836 | 5 de novembro de 1836 | 1 dia | (1)      |
|  | 96                     | 135                 | 8.º Conselho de Ministros da Monarquia            | 1 de junho de 1837 | 2 de junho de 1837 | 1 dia | (1)      |
|  | –                      | 135                 | Duque de Palmela (2.ª vez)                        | 7 de fevereiro de 1842 | 8 de fevereiro de 1842 | 1 dia | –        |
|  | 96                     | 135                 | Junta Provisória de Governo                       | 8 de fevereiro de 1842 | 9 de fevereiro de 1842 | 1 dia | (1)      |
|  | 96                     | 135                 | Junta Constitucional                              | 14 de maio de 1915 | 15 de maio de 1915 | 1 dia | (1)      |
|  | 96                     | 135                 | 16.º Governo republicano                          | 14 de dezembro de 1918 | 15 de dezembro de 1918 | 1 dia | (1)      |
|  | 101                    | 141                 | Francisco Fernandes Costa (não tomou posse)       | 15 de janeiro de 1920 | 15 de janeiro de 1920 | < 1 dia | (1)      |